# 父系言語仮説
父系言語仮説（ふけいげんごかせつ）または父語仮説（ふごかせつ）（英: Father Tongue hypothesis）は、人間は父親の言語を話す傾向があるという仮説である。これは、言語とミトコンドリアDNA（母系遺伝子）の変異の間よりも、言語とY染色体（父系遺伝子）の変異の間の相関が密接であるという1997年の発見に基づいている。 最初の研究は、LaurentExcoffierが率いる集団遺伝学者のチームによって、アフリカとヨーロッパのサンプルで実行された。他の遺伝学者による同様の発見に基づき、2010年に歴史言語学者ジョージ・ヴァン・ドリームによって、「父親の話す言語を母親が子供に教えることは、言語が時間とともに優先的に広まるメカニズムである」という仮説が立てられた。

## 仮説の誕生
Y染色体は父系遺伝する。つまり、父親から息子へと男性間でのみ受け継がれる。一方、ミトコンドリアDNAは母系遺伝する。つまり、ミトコンドリアDNAは、母親から子供へ、そして娘から子供へとのみ受け継がれる。 1997年、Laurent Excoffierとその学生であるEstella Poloniのチームは、Y染色体配列P49a,f/Taqlの変異と言語学の間に強い相関関係があることを発見したが、mtDNAの変異についてはそのような対応を見つけることができなかったと報告した。Poloni et al.はそのような相関関係が生じるプロセス、すなわち、「父系言語仮説」（Father Tongue hypothesis）を提案した:
「結果として、私たちのゲノムの女性特有の多様性は、男性特有の構成要素よりも地理学や言語学に適合しない。[...]それが事実であることが証明された場合、「母語」を話すという我々の共通の信条は、「父語」の概念に修正されるべきである。」
エステラ・ポロニはまた、2000年4月にパリで開催された国際会議で父系言語仮説を発表した。
この集団遺伝学の研究に基づき、歴史言語学者のジョージ・ヴァン・ドリームは、彼自身の民族言語学の出版物と共著した集団遺伝学の出版物で、父系言語仮説を詳しく述べた。 2002年に台北で開催されたインド太平洋先史時代協会の会議で、次のように提案した。
「母親が子供たちに父親の言語を教えることは、言語の歴史を通して繰り返し、遍在し、広く行われているパターンだった。[…]時間の経過に伴う言語変化のメカニズムのいくらかは、この伝達経路の方向性によって生み出された可能性がある。この対応関係は世界中で観察されている。」

## 言語集団に特異的なY染色体マーカーの発見
次の進展は言語に関連する特定のY染色体マーカーの発見であった。これらのY染色体の変異は言語の変化を引き起こすわけではないが、言語を広めた歴史時代または先史時代の男性話者によって運ばれた。これらの言語固有のY染色体マーカーは、Poloni et al.1997によって観察されたような相関関係を成す。さらに、このY染色体マーカーから、記録されていない（先史時代の）言語変化の根底にある地理的範囲、時間の深さ、および男性の移民レベルを決定可能である。この結果、先史時代の男性移民のわずか10〜20％しか言語交替を引き起こさない可能性が示唆された（ただし、必ずしもそうなるわけではない）。これは、新石器時代、青銅器時代、鉄器時代の最初の農民や金属労働者のようなen:Elite dominance（少数の支配者が集団を征服すること）を示している。

## 父系言語の例
先史時代の語族の拡散がY染色体ハプログループの拡散と強く相関する顕著な例はいくつかある。
- クルガン仮説によって提案されたポントス・カスピ海草原の原郷からのインド・ヨーロッパ人の拡散は、Y染色体ハプログループR1a1のヨーロッパへの拡散に関連していることが示唆される[11]。 R1a1は、インド・アーリア人がインド北部に到着したことも反映している可能性がある[12][13]。

- Y染色体ハプログループLは、現代のイランのある地域に起源を発するエラム・ドラヴィダ語族の初期の父系の拡散を反映している可能性がある[13]。（ただし、エラム・ドラヴィダ語族仮説は、主流の言語学者には受け入れられていない。）

- オーストロアジア語族の話者は、ハプログループO1b1 (Y染色体)の頻度が高いことが示されている。例えば、インド東部及び中部のムンダ諸語話者は、隣接するオーストロアジア語族以外の母語話者には見られないほどの高い頻度でハプログループO1b1を有するが、mtDNAハプログループの頻度は言語系統とは無関係のようである[8]。

- 23人の漢民族集団の集団遺伝学的研究[14]から、今日の中国南部における"漢民族化"による漢民族の南方拡大は主に男性に偏っていることが示され、これは父系言語仮説の議論の余地のない事例である[15]。

- バントゥー諸語や他のニジェール・コンゴ語族の言語はY染色体ハプログループと関連していることが示唆される[16][17]。

- アフロ・アジア語族の拡散はハプログループE1b1bに関連している[18]。

- ウラル語族の拡散はハプログループN (Y染色体)と関連している[19]。

- Liu et al. (2020) [20]は、ツングース語族話者を特徴付ける遺伝子として、Y染色体ハプログループC-F5484とその下位系統を特定し、これがツングース語族話者の誕生と各民族集団への分化を反映するとした。このタイプは3,300年前に誕生し、1,900年前から徐々に下位系統へ分化したと算出され、ツングース語族の誕生、分化のおよその年代が父系遺伝子から示されたことになる。

| 語族                                   | 語族                                   | Y-DNAハプログループ |
| -------------------------------------- | -------------------------------------- | ------------------- |
| コイサン諸語                           | コイサン諸語                           | A1b1a1a             |
| ニジェール・コンゴ語族                 | ニジェール・コンゴ語族                 | E1b1a               |
| アフロ・アジア語族                     | アフロ・アジア語族                     | E1b1b               |
| インド・ヨーロッパ語族                 | サテム語                               | R1a                 |
| インド・ヨーロッパ語族                 | ケントゥム語                           | R1b                 |
| ウラル語族                             | ウラル語族                             | N                   |
| ツングース語族、モンゴル語族、ニブフ語 | ツングース語族、モンゴル語族、ニブフ語 | C2                  |
| シナ・チベット語族                     | シナ・チベット語族                     | O2                  |
| オーストロアジア語族                   | オーストロアジア語族                   | O1b1                |

## 例外
遺伝子は言語の直接の決定要因ではないため、父系言語仮説には例外も存在する。2つの有名な例外は、パキスタン北部のバルチ人とヨーロッパのハンガリー人である。バルチ人で最も頻繁に見られるmtDNAハプログループは、隣接するチベット人集団のものと同じだが、バルチ人の男性で最も頻繁に見られるY染色体ハプログループは、イスラム教の導入により西からギルギット・バルティスタンに入ったようである。バルチ語は最も保守的なチベット諸語の1つである。バルチ人の言語は、Y染色体ではなくmtDNAに対応しており、事実上、母系言語の顕著な例である。もう一つのよく知られている例外はハンガリー語である。Tat-C欠失によって区別されるY染色体ハプログループN1a1は、ウラル語族の集団全体で高頻度に見られるが、ハンガリー人の男性では事実上欠落している。今日のハンガリーへのマジャル人の侵入は歴史的に証明されており、明確な言語学的証拠が残っているが、遺伝的にはマジャル人の侵入を示す顕著な遺伝的痕跡は残っていないことになる。遺伝的観点からは、ハンガリー人は西スラヴ語群の人々に非常に類似する。